# Manuel Bertrán de Lis y Ribes
Manuel Bertrán de Lis y Ribes (Valencia, 28 de febrero de 1806-Segovia, 29 de julio de 1869), político español que llegó a ministro por tres veces, entre 1847 y 1852.

## Biografía
Hijo de Vicente Bertrán de Lis Thomas, asentista liberal dueño de una importante tahona, que emigró a Francia en 1823. Fue con su padre en su exilio por Bélgica, Francia e Inglaterra, regresando a España con la Ley de Amnistía, durante la Regencia de María Cristina de Borbón. Manuel se integró en la función pública y en 1845 logró ser elegido diputado por Córdoba como suplente. Después, fue elegido por Valencia. En 1847 fue nombrado ministro de Marina y después de Hacienda, con Narváez. En una Semblanza de 1850 publicada en Madrid, se dice de Bertrán de Lis: "llegó a ser Ministro de Hacienda como por ensalmo y quiso adoptar los medios oportunos para hacer reformas necesarias que no pudo llevar a cabo, porque la confusión y el desorden son patrimonio exclusivo de la gente de la situación, aficionada al embrollo y al río revuelto".

## Trayectoria
| Predecesor: II marqués de Mendigorría   | Ministro de Marina 1847                | Sucesor: El I marqués de Molins      |
| Predecesor: I conde de la Romera        | Ministro de Hacienda 1847 - 1848       | Sucesor: I conde de la Romera        |
| Predecesor: El I marqués de Pidal       | Ministro de Estado de España 1851      | Sucesor: El II marqués de Miraflores |
| Predecesor: Fermín Arteta               | Ministro de la Gobernación 1851 - 1852 | Sucesor: Melchor Ordóñez             |
| Predecesor: El II marqués de Miraflores | Ministro de Estado de España 1852      | Sucesor: El I conde de Alcoy         |